# Sant Miquel d'Os de Balaguer
Sant Miquel d'Os de Balaguer és una església d'Os de Balaguer (Noguera) protegida com a bé cultural d'interès local.

## Descripció
És una església amb planta de creu llatina de tres naus i cinc trams amb creuer. Està construïda en pedra, i soportada per pilars amb pilastres adossades. Les cobertes varien en funció del tram, així doncs, la nau central i els braços del creuer estan coberts amb volta de canó amb llunetes, mentre que per exemple, la capella major té volta d'aresta i la sagristia té el sostre pla. Per sobre el creuer s'aixeca una cúpula sobre triangles asfèrics. El cor està situat als peus de la nau, i la torre, a la capçalera, té dos cossos: l'inferior de forma quadrangular i el superior amb forma octogonal.

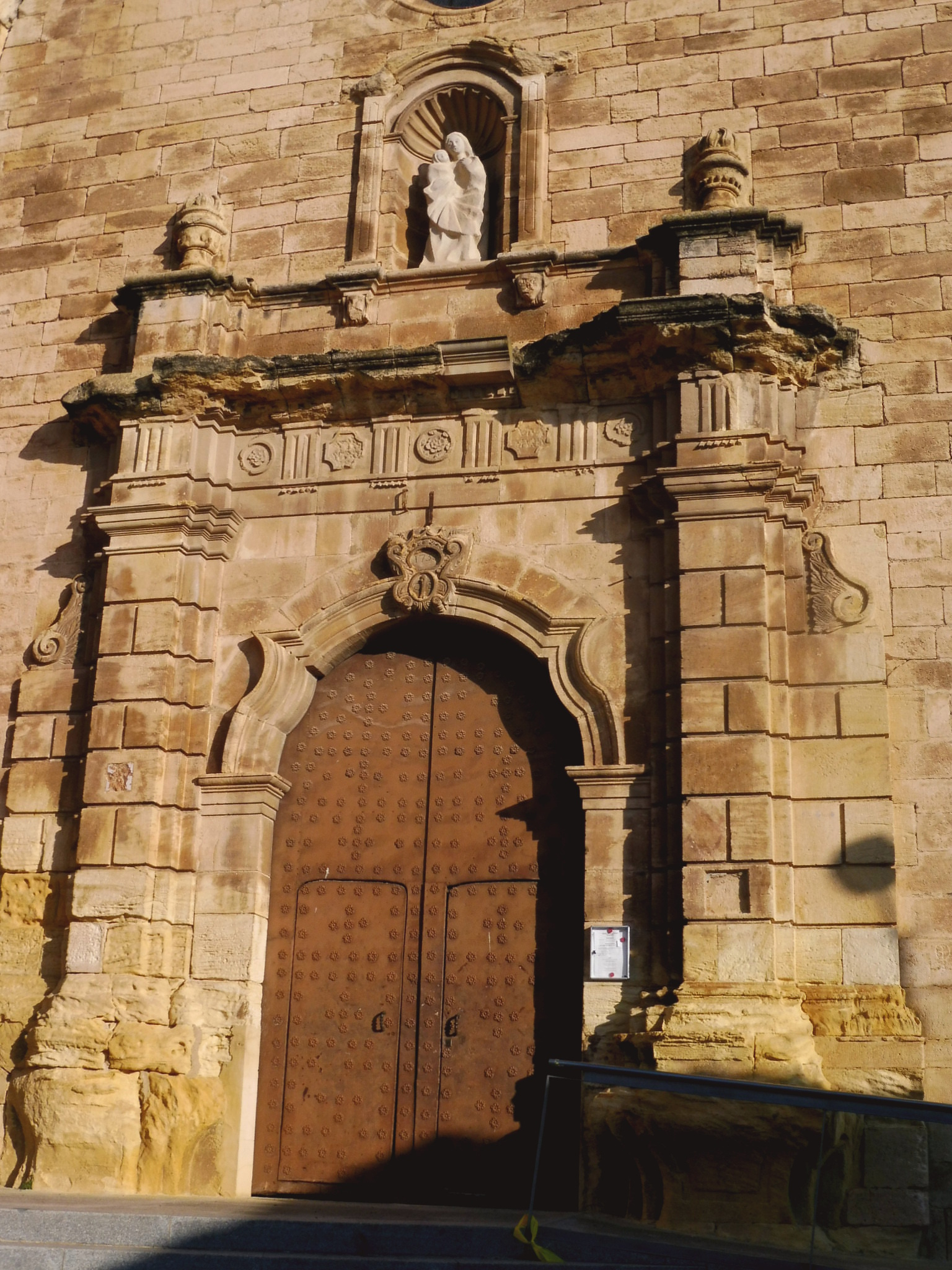
La portada

Destaca la façana principal, molt ben treballada. La porta té un arc mixtilini flanquejat per pilastres i a sobre, una fornícula buida que en el seu temps devia contenir la imatge del sant. Sobre d'aquesta, una obertura circular a manera de rosetó. Completa el detall escultòric de la façana, un gran arc de mig punt que contribueix a donar un aspecte arrodonit a la part superior de la façana.

## Història
Damunt de la porta d'entrada a l'església hi trobem la data de 1753, any en què es degué consagrar. Aquesta església fou realitzada amb l'ajuda de tots els veïns del poble. La seva distribució espacial, la seva decoració i la seva línia constructiva, ens permeten afirmar que en aquell temps, Os de Balaguer devia ésser un poble pròsper. Al llarg del temps s'han anat fent obres per mantenir l'església, especialment després de la Guerra Civil.